# Samouco
Samouco ist eine Gemeinde (Freguesia) im Kreis (Município) von Alcochete.

## Geographie

### Geographische Lage
Samouco ist eine Gemeinde die in der Nord-Süd-Richtung ungefähr auf der Mitte Portugals liegt. Sie liegt im Norden des Distrikts von Sétubal und am östlichen Ufer der Tejo-Bucht in Portugal. In 12 km Luftlinie liegt westlich die Hauptstadt Lissabon.
Nordöstlich liegt die Gemeinde São Francisco und im Südosten die Stadt Montijo. Östlich der Gemeinde liegt die Luftwaffenbasis Base Aérea do Montijo.
Samouco ist über die Autobahn A12 zu erreichen.

## Geschichte
Es existieren keine genauen historischen Aufzeichnungen über Samouco. Erstmals wurde Samouco erwähnt im Jahr 1241. Im 15. Jahrhundert bildeten Samouco, Aldeia Galega und Sarilhos die Gemeinde von Santa Maria de Sebonha. Noch im selben Jahrhundert wurde die Gemeinde durch den Santiagoorden aufgelöst und die neue Gemeinde Aldeia Galega gegründet, der nun auch Alcochete angehörte.
Zwischen den Jahren 1646 und 1650 registrierte man eine geringe Sterberate. Aus diesem Grund und der reichhaltigen Agrarproduktion und Fischerei kamen viele Menschen aus anderen Teilen und sogar aus dem Ausland nach Samouco im Laufe des 17. Jahrhunderts. Die Immigranten kamen aus Viseu, Lamego, Torres Novas, Oliveira de Frades, Setúbal, Barreiro, Lavradio, Coimbra, Galicien und Genua. Die Arbeiter und Immigranten haben sich mit den Frauen vermählt. Auch Fidalgos wohnten in Samouco. Auf dem Gelände der jetzigen Luftwaffenbasis waren früher Herrhäuser und auf ihren Wänden konnte man entsprechende Wappen finden. Es finden sich Belege für Eigentum der Grafen von S. Vicente und des Grafen von Távora. Letztgenannter sah in Samouco einen Zufluchtsort.
Samouco war im 16. Jahrhundert Ort an dem Landwirtschaft betrieben wurde. So wurden Orangen, Aprikosen, Feigen, Weizen und Wein angebaut. Die Produkte werden angebaut, auf kleine Boote verladen und auf die andere Seite der Tejobucht verschifft. Auf den Märkten von Lissabon wurden die Produkte angeboten. Schon damals gab es in Samouco Salinen, und das gewonnene Salz wurde mit der maritimen Expansion Portugals ebenfalls exportiert.

## Religionen

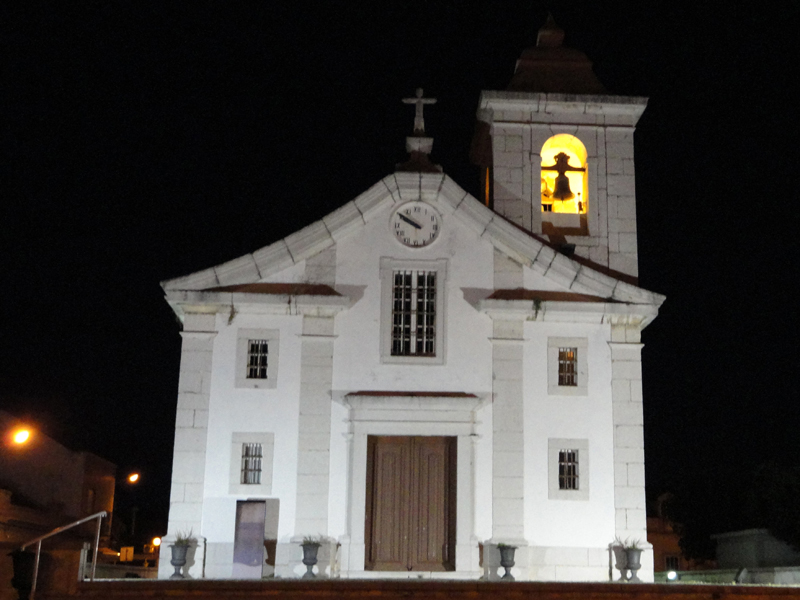
Kirche von Blasius von Sebaste(pt: Igreja São Braz) von Samouco bei Nacht

Die Dorfkirche trägt den Namen von Blasius von Sebaste (Irgeja São Braz). Genaue Daten über den Bau der Kirche existieren nicht. Die erste Erwähnung fand die Kirche im 16. Jahrhundert, als der Santiagoorden die Kirche besucht hat. Die Aufzeichnungen der Besuche stellten dar, dass die Kirchendecke bemalt war und an den Wänden Azulejos zu sehen waren, die Szenen aus dem Leben von Blasius von Sebaste zeigten. Beim großen Beben 1755 wurde die Kirche beschädigt. Im Laufe der Zeit wurde die Kirche mehrere Male renoviert, darunter auch der Altar im Jahr 1919.

## Politik

### Wappen

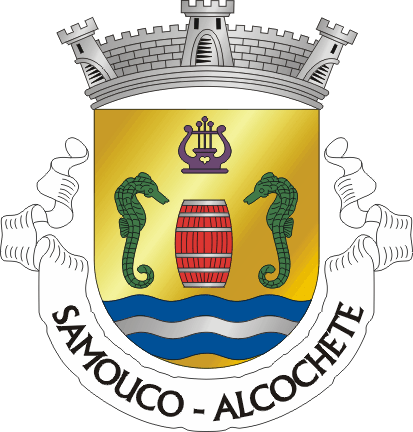

Das Wappen von Samouco zeigt auf goldenem Grund die folgende Symbole: Drei Türme, eine purpurne Harfe, zwei grüne Seepferdchen, ein Weinfass, blaue und silberne Wellen.
| Symbol          | Bedeutung |
| --------------- | --- |
| goldener Grund  | soll die Klugen erleuchten und die Zuversicht, Reinheit, Kraft und Bestimmung symbolisieren |
| Harfe           | für die kulturellen Aktivitäten in Samouco insbesondere für die Musikkapelle für wichtig für die Bildung der Jugend steht. Die purpurne Farbe stehen für den Wissenshunger und die Wissenschaft |
| grüne Seepferde | Aktivitäten die im Laufe der Jahrhunderte aus der See entwickelt haben. Grün weil diese nicht mehr praktiziert werden.                                                                          |
| Weinfass        | Wein der so berühmt war, dass er bis nach Indien verkauft wurde. |
| Wellen          | Die natürliche Grenze von Samouco (Tajo) |

## Kultur und Sehenswürdigkeiten

### Vereine
In Samouco gibt es diverse Vereine:
- Centro Convívo para reformados (Seniorenbegegnungszentrum)
- Centro Social de S. Brás (Sozialzentrum)
- Sociedade Filarmónica Samouquense Progresso e Labor Samouquense (Musik)
- Associação Desportica Samouquense (Sport)
- Sociedade Columbófila de Samouco
- Associação das Festas Populares de Samouco (Koordinierung des Volksfestes von Samouco)
- Associação Naval de Samouco (Wassersport)
- ATTAK Club 4x4
- Sport Clube de Samouco (Sport)
- Associação de Pais de Samouco (Elternverein)

### Bauwerke und Denkmäler
Bemerkenswerte Bauwerke Samoucos sind:
- Chafariz da Roda
- Coreto
- Memorial do Cavador
- Mirante
- Quinta de São Braz

#### Chafariz da Roda

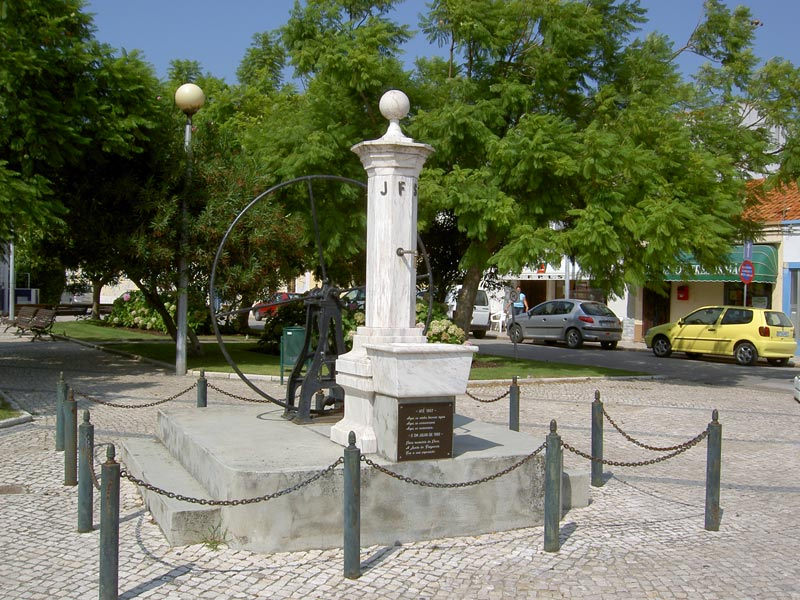
Chafariz da Roda Samouco

Der Chafariz (deu. Quelle) befindet sich am Hauptplatz. Er war anfangs wichtig für die lebenden Familien zur Wasserversorgung. Mit dem Bau von Wasserleitungen wich der Chafariz anderen Bestimmungen. Im Jahr 1992 wurde in Erinnerung an die Vergangenheit ein neuer Chafariz erbaut.

#### Coreto

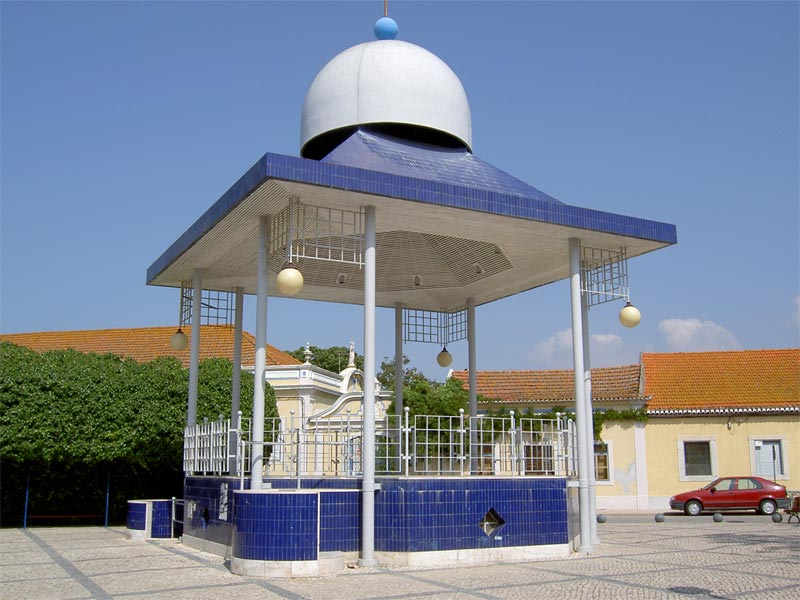
Der Musikpavillon

Der Coreto (deu. Musikpavillon) befindet sich auf der Praça José Coelho. Geplant haben den Bau die Architekten Nunes de Almeida und Sheppard Cruz. Die Architekten haben beim Bau moderne architektonische Konzepte einfließen lassen. Der Bau besteht aus Beton, Azulejos und Holz. Das Holzdach wurde speziell für die Akustik behandelt. der  Der Bau wurde am 26. September 1981 fertiggestellt.

#### Memorial do Cavador

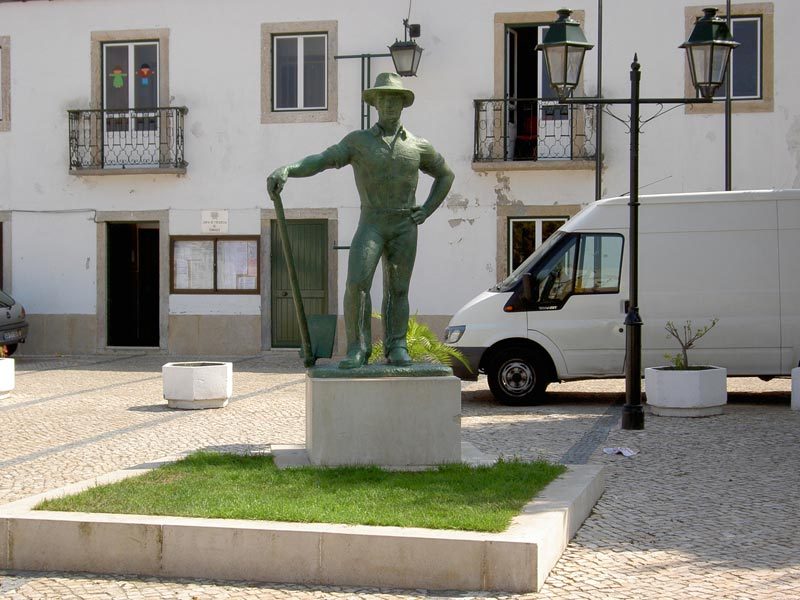
Das Bauerndenkmal in Samouco

Das Memorial do Cavador (deu. Bauerndenkmal ) erinnert an den charakteristischen Beruf der Freguesia. Die Figur wurde von Romeu Costa gestaltet. Hilfe für den Aufbau und die Finanzierung kamen von der Stadt Alcochete und der Bank Caixa Agricola.

### Parks
Der Parque von Merendas befindet sich in der Nähe vom Strand und dem Pavilhão Desportivo.

### Sport
Der Pavilhão Desportivo de Samouco besteht aus einer Sporthalle und einem Fußballstadion, die im Jahr 2000 eröffnet wurde. Dieser Komplex befindet sich im Norden an der Alameda da Praia.

### Regelmäßige Veranstaltungen
Jährlich findet ein Volksfest zu Ehren der Heiligen vom Berg Carmel. Es findet an jedem dritten Wochenende im Juli statt. Bestandteil des Festes ist eine Kirmes, Touradas in abgesperrten Straßen, und eine Prozession.

## Wirtschaft und Infrastruktur

### Verkehr

#### Straßen
Samouco liegt an der M501. Sie führt von Montijo über die Rua Cidade de Guimarães nach Samouco. Die Straße führt dann in Richtung Osten in den Ort São Francisco. Zwar führt die Brücke Vasco da Gama in Sichtweite des Ortes entlang, jedoch kann man nur über die Auffahrt Montijo (Auffahrt 3) der IP1 auf die Brücke gelangen.

#### Bus
Die Busfirma TST betreibt 4 Buslinien die durch Samouco führen.
- 410 Alcochete (Freeport) – Barreiro Bahnhof
- 412 Alcochete (Freeport) – Montijo Fährhafen
- 431 Lissabon – Montijo
- 435 Lissabon – Samouco

### Flughafen
Der nächstgelegene zivile Flughafen liegt in Lissabon-Portela. Dieser ist über die IP1 und per Bus erreichbar.
Westlich von Samouco grenzt der Luftwaffenstützpunkt Base Aérea do Montijo (Base Aérea Nº 6) der Portugiesischen Luftwaffe an.

### Öffentliche Einrichtungen

#### Bildung

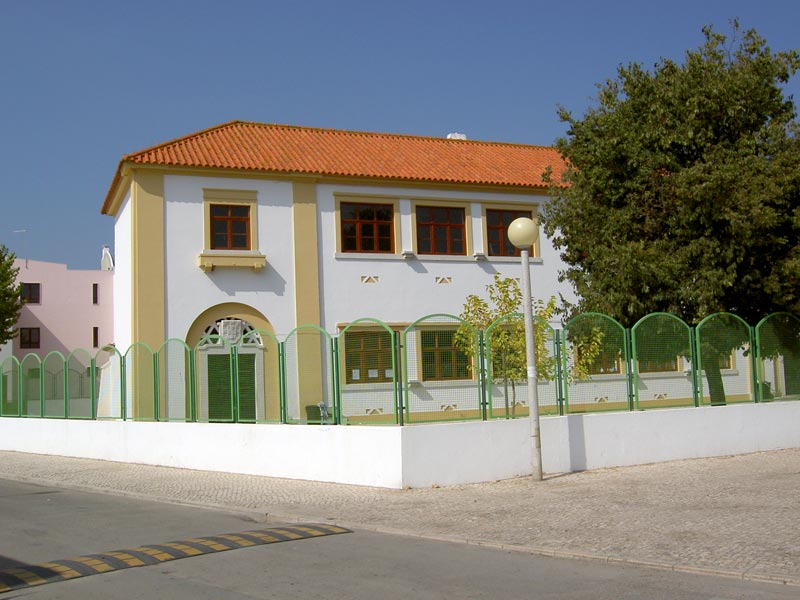
Die Grundschule von Samouco

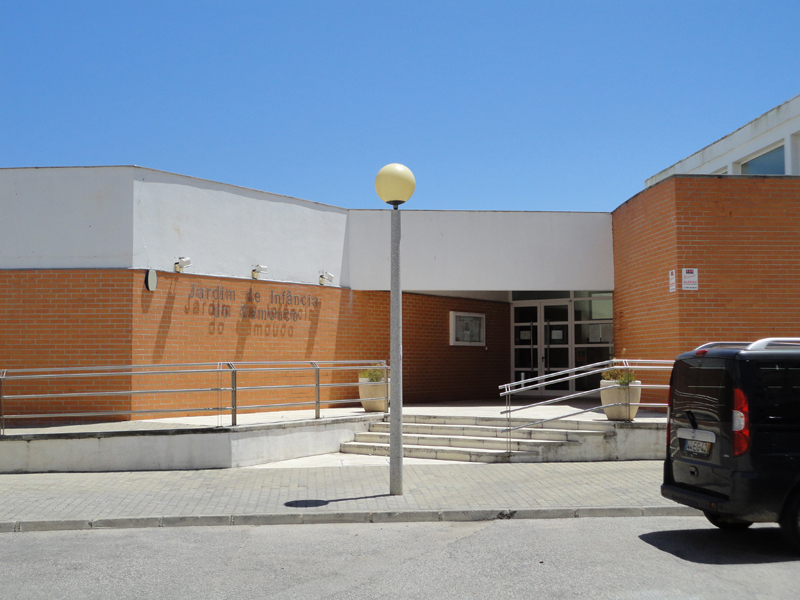
Kindergarten von Samouco

Samouco hat eine Grundschule (Escola do 1º Ciclo do Ensino Básico do Samouco) und seit einigen Jahren einen Kindergarten (Jardim de Infância do Samouco).